# Kaponigbach
Der Kaponigbach ist ein etwa zehn Kilometer langes, ganzjährig wasserführendes Fließgewässer im Nationalpark Hohe Tauern in Kärnten, Österreich.

## Verlauf
Der Bach entspringt in einem kargen Geröllfeld am westlichen Abhang des Tristenspitz (2930 m) auf einer Höhe von 2187 m ü. A. knapp oberhalb der Baumgrenze.
Nach etwa 800 m westlichen Verlaufes tritt der Bach auf 1950 m ü. A. in die von Latschen geprägte Krummholzzone ein und nimmt auf seinem weiteren Fließweg das Wasser zahlreicher Gebirgsbäche der Reißeckgruppe auf. Diese sind teilweise nur temporär schüttend und manche entstehen in Höhen von über 2500 m.
Auf einer Höhe von etwa 1500 m ü. A. geht die begleitende Vegetation allmählich in Tannenbestände über und unterhalb der Stranighütte beginnt der Bergmischwald.
Nach weiteren zwei Kilometern des Fließweges und weiteren Zuflüssen verschwenkt der dort schon zu einem kleinen Flüsschen angeschwollene Kaponigbach auf 1300 m Höhe zu einem südwestlichen Fließverlauf und steigt mäandernd ab zu der auf etwa 1000 m ü. A. liegenden, namenstiftenden Streusiedlung Kaponig.
Unterhalb von Kaponig verläuft das Gewässer im steilen südlichen Geradeauslauf nach Dürnvellach hin, wo seine Wasserkraft früher eine Mühle antrieb. In Obervellach fließt der Kaponigbach, nachdem er über 1500 Höhenmeter überwunden hat, von links der Möll als Vorfluter zu.

## Galerie

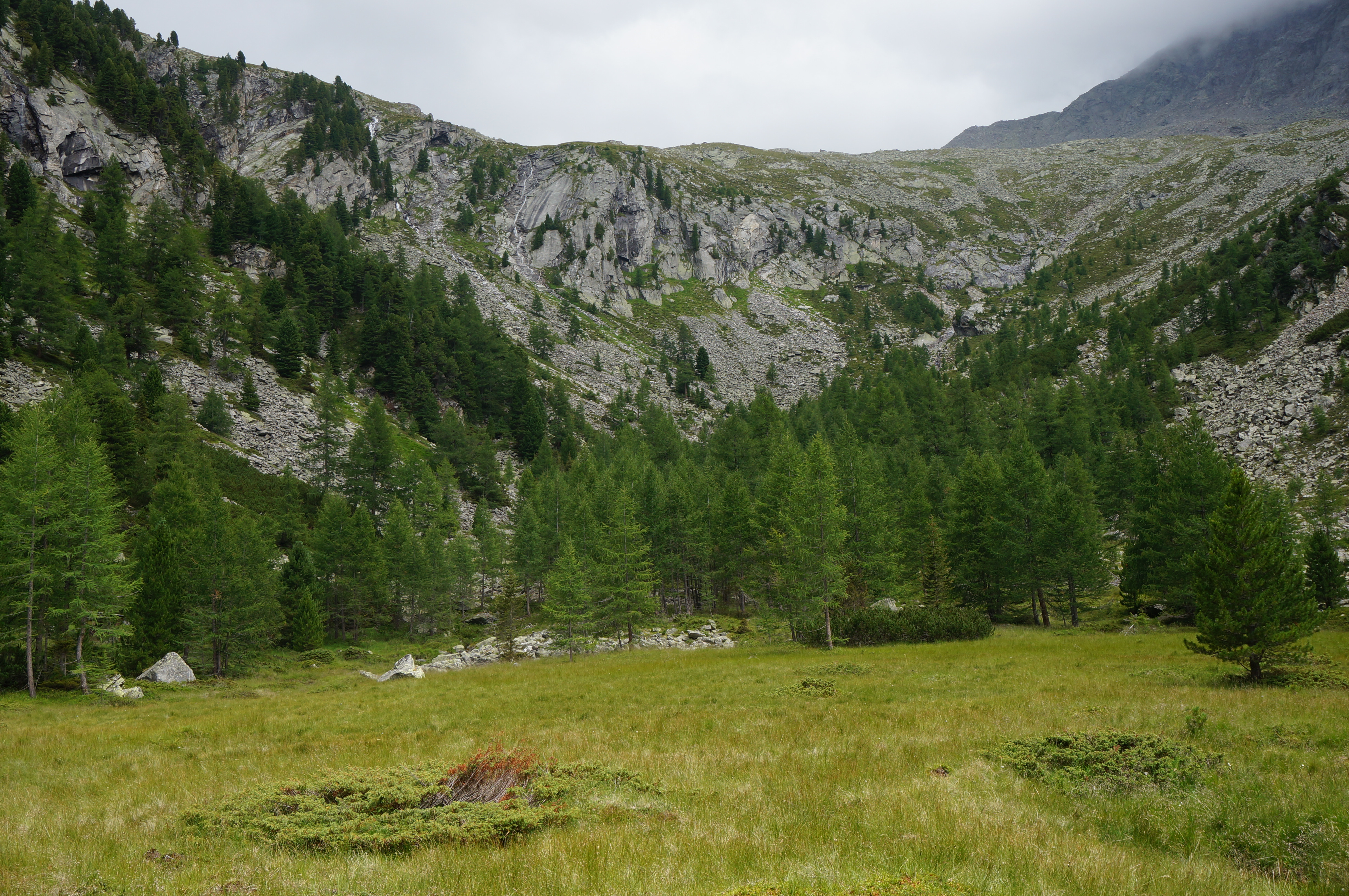
Blick im Oberlauf
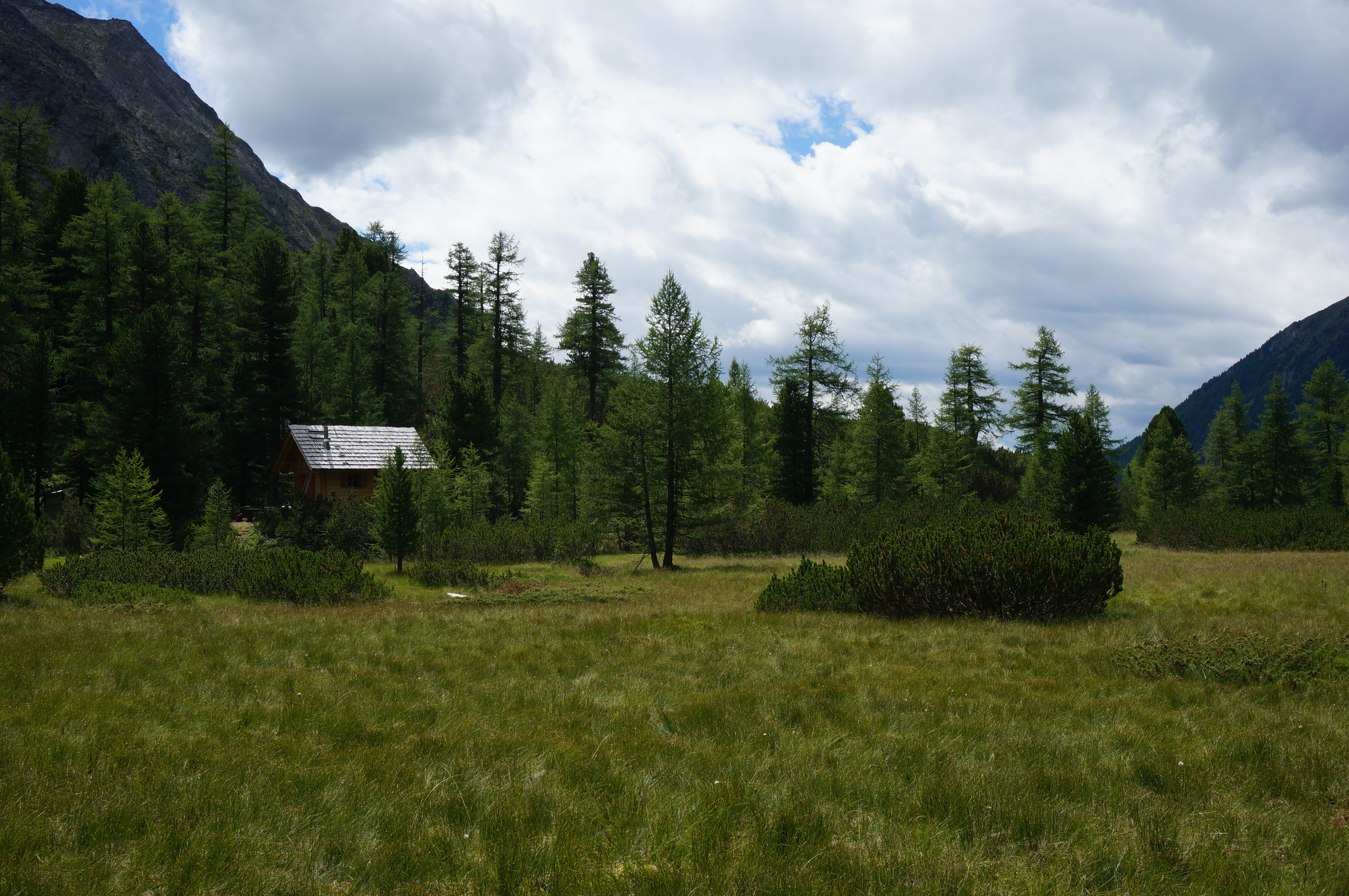
Im Moosboden
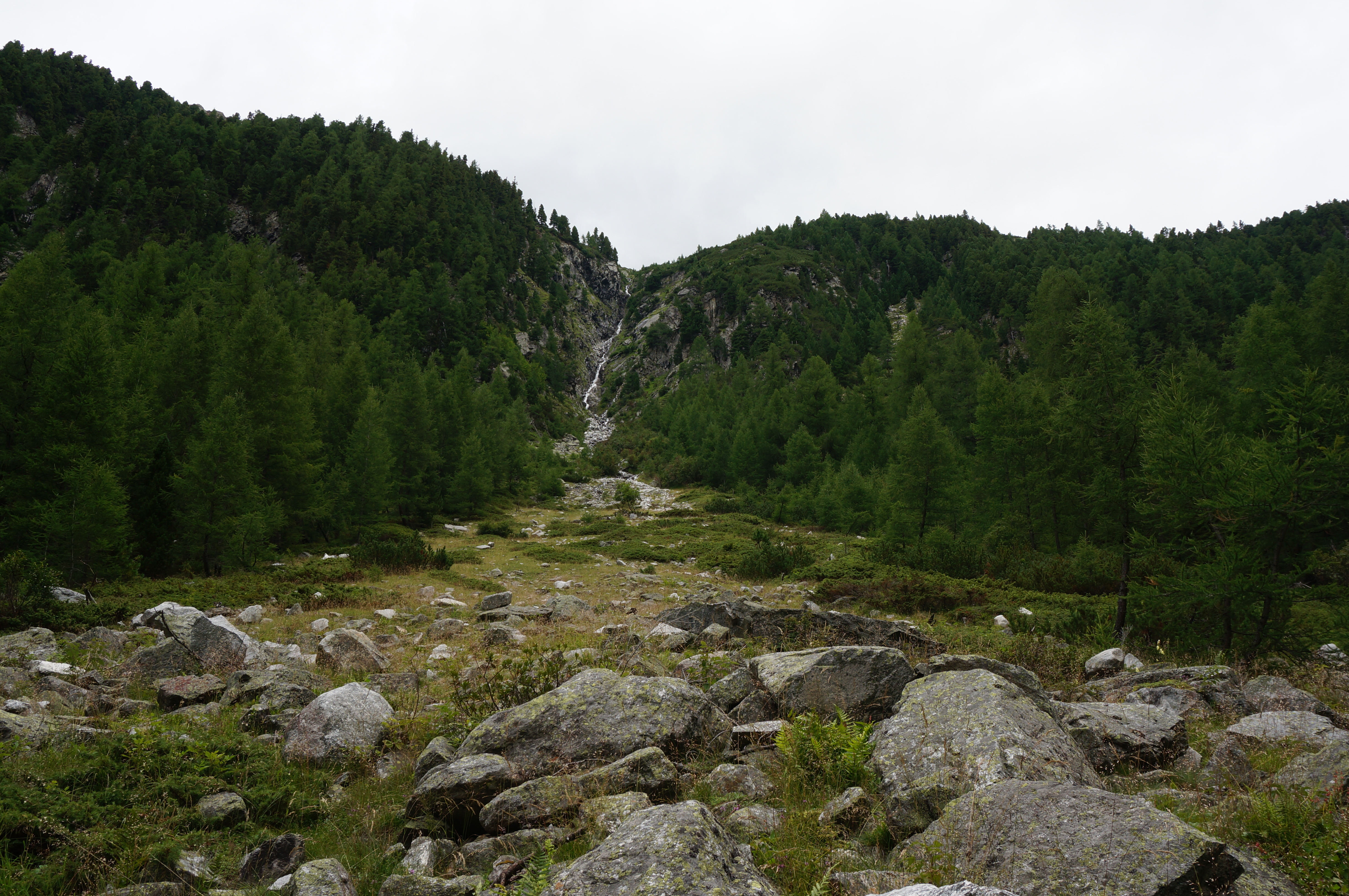
Geröllfeld im Mittellauf
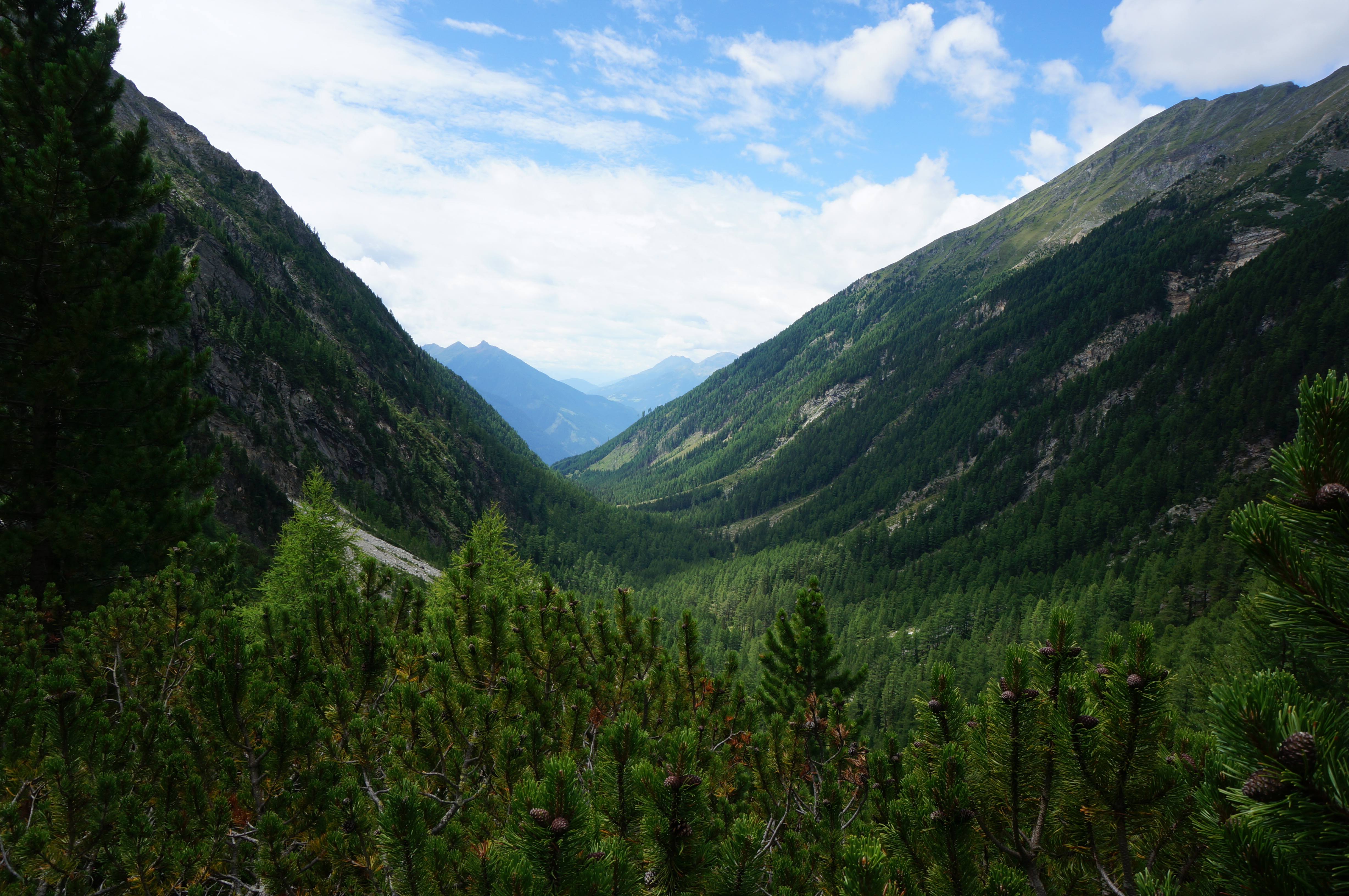
Blick ins Kaponigtal (2017),